# Statolith

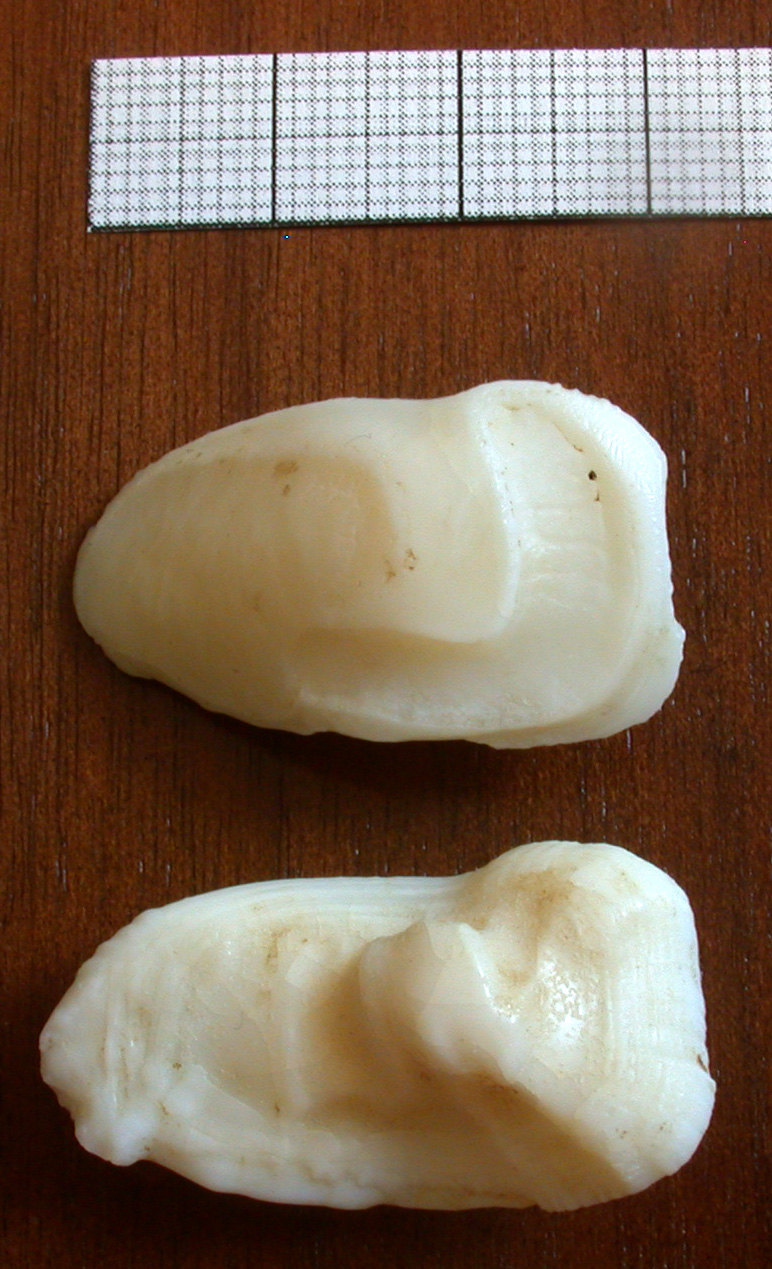
Otolithen eines Adlerfischs (oben Maßstab mit mm-Aufteilung, darunter innenseitige und außenseitige Fläche)

Statolithen, Otolithen („Ohrsteine“), Otokonien oder Statoconia sind mikroskopisch kleine Körnchen bis mehrere Zentimeter große Steine aus festem Material (beispielsweise Kalk oder Stärke), die in Einzellern ebenso wie in den Lage- und Gleichgewichtsorganen vieler anderer Lebewesen gefunden werden.
Durch ihre träge Masse und ihre Gewichtskraft ermöglichen sie dem Organismus, Beschleunigungen (dynamisch) und die Richtung der Schwerkraft (statisch) wahrzunehmen. Die Bezeichnung Otolith bezieht sich einerseits darauf, dass sich diese Gebilde bei Wirbeltieren und dem Menschen im Innenohr befinden, andererseits dienen sie bei vielen Fischen dem Hörsinn. Als Otokonien im engeren Sinne bezeichnet man die aus Kalziumkarbonat bestehenden Biominerale bei Säugetieren.
Statolithen können bei Mehrzellern in Statozysten frei beweglich liegen (dann nehmen sie den tiefsten Punkt des Raumes ein und drücken auf die jeweils an dieser Stelle befindlichen Sinneszellen), oder sie können an den Härchen von Sinneszellen befestigt sein (und so die Richtung zum Erdmittelpunkt anzeigen). Dabei werden Druck-, Zug- und Scherkräfte wahrgenommen. Die Reflexe, die durch die Schwere-Sinnesorgane ausgelöst werden, führen dazu, dass das Lebewesen seine Normallage im Raum aufrechterhalten kann.

## Säugetiere
Bei Säugetieren enthalten die Strukturen Utriculus („Schläuchlein“) und Sacculus („Säckchen“) – zwei Aussackungen des häutigen Labyrinths – im Innenohr Statolithen aus sogenanntem Gehörsand (Kalzitkristalle) in einer gelartigen Matrix aus organischem Material. An diesen Gelklumpen (Otoconia) kleben die Stereozilien der Haarzellen in der Höhlenwand. Relativbewegungen der Statolithen übertragen sich auf die Härchen und erzeugen Sinnesreize.
Als Otokonien bezeichnet man die essentiellen, nichtzellulären Bestandteile oberhalb der vestibulären Sinneszellen von Utriculus und Sacculus im Gleichgewichtsorgan von Säugetieren. Sie sind dort eingebettet in einer gallertigen Masse (Matrix) aus organischem Material.
Otokonien zählen zu den Biomineralen, d. h. Strukturen aus anorganischem Material (Mineralien) und organischem (Biomolekülen), die in einem selbstorganisierenden Wachstumsprozess von lebenden Organismen für spezielle Funktionen (z. B. Gleichgewicht) gebildet werden. Otokonien bestehen chemisch vorwiegend aus Kalzit, einer stabilen Modifikation des Kalziumkarbonats, und organischen Komponenten (< 5 %, z. B. Glykoproteinen und kalziumbindenden Proteinen).
Im Nanobereich zeigen humane Otokonien strukturell definierte anorganisch/organische Untereinheiten (Nanokomposits) unterschiedlicher Ordnung (Mosaikstruktur). Otokonien sind deshalb auch als mosaikkontrollierte Nanokomposits charakterisiert. Die innere Struktur besteht aus einer volumendichten und nanostrukturell geordneteren hantelförmigen Struktur (branches), die von einer weniger dichten, nanostrukturell weniger geordneten äußeren Struktur (belly) umgeben ist.

## Fische

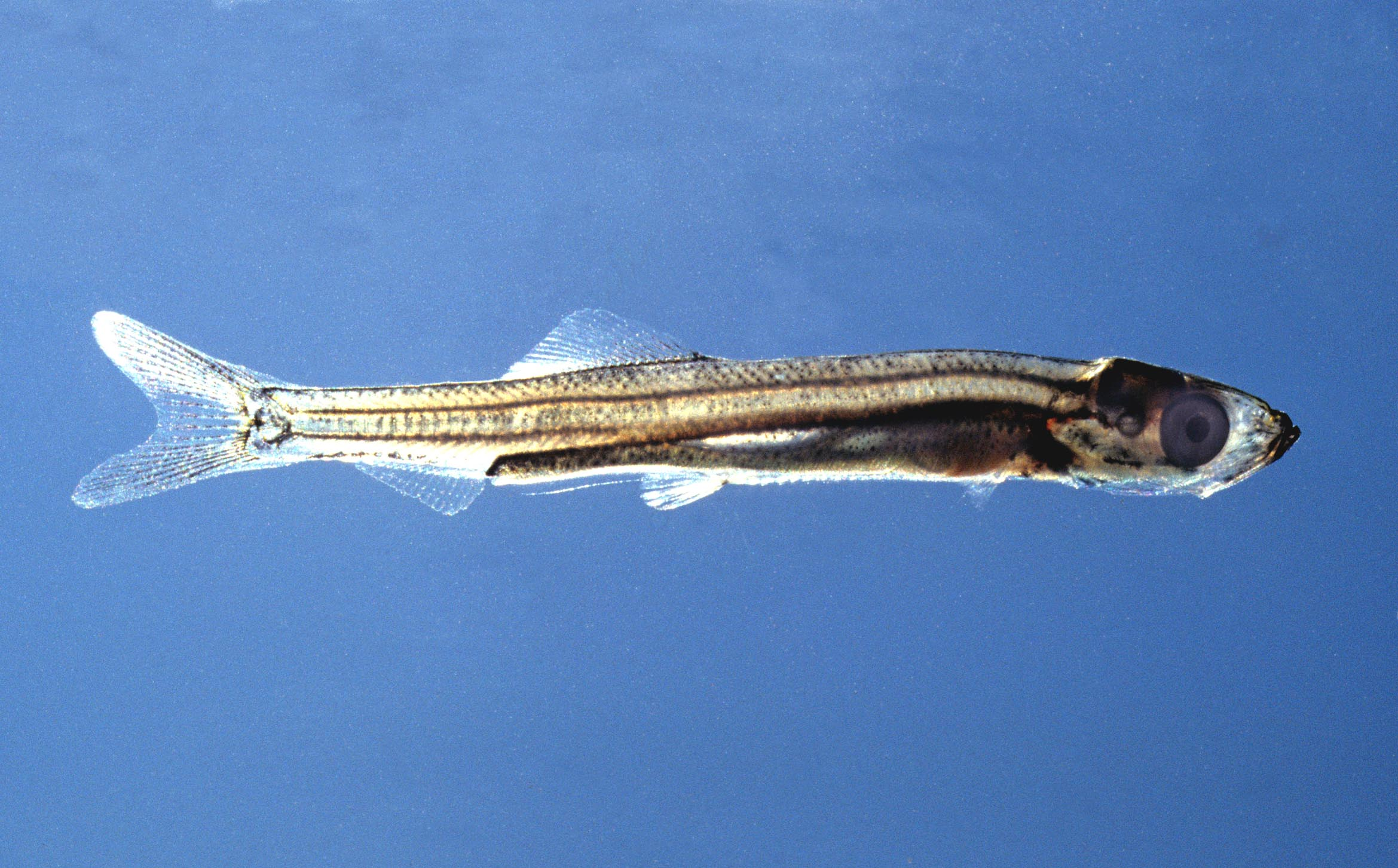
Bei einem 3 Monate alten Hering, 30 mm lang, sind die Außenflächen von Statolithen sichtbar, links vom Auge

Bei Fischen sind die drei Otolithen auf jeder Seite – ein Lapillus („Steinchen“) im Utriculus, eine Sagitta („Pfeil“) im Sacculus und ein Asteriscus („Sternchen“) in der bei Fischen und Amphibien vorkommenden, Lagena („Flasche“) genannten, dritten Nische – meist nur wenige Millimeter groß; sie können jedoch auch einige Zentimeter lang sein, beispielsweise die Sagittae beim Adlerfisch. Die Otolithen bestehen jeweils aus Aragonit oder Vaterit mit einem Proteinanteil (Otolin) von 0,2 bis 10 Prozent. Da sie durch schichtweise Anlagerung wachsen, kann ihr zwiebelähnlicher Aufbau zur Altersbestimmung benutzt werden. Im Querschnitt zeigen sie, in Gegenden mit ausgeprägten Jahreszeiten gebildet, Jahresringe (Annuli). Anhand der Anzahl der Wechsel zwischen hellem Ring, meistens etwas weiter, und dunklem, meistens etwas enger, – stellvertretend für Sommer und Winter – lässt sich die Zahl an Jahren abschätzen.
Die Otolithen des Sacculus und der Lagena dienen bei Knochenfischen hauptsächlich dem Hörsinn und sind deshalb besonders groß und zuweilen auch miteinander verbunden. Die Sagittae sind oft oval und seitlich abgeflacht. Außen besitzen sie meist Fortsätze, innen sind sie relativ glatt und haben reguläre Muster. Letztere lassen (etwa bei Umberfischen u. v. a.) sogar eine Artbestimmung zu und sind, nicht zuletzt bei Fossilien, interessant für Fragestellungen zur Evolution der Knochenfische.

## Pflanzen
In Pflanzen stellen Amyloplasten in Statocyten, die in der Wurzelhaube, bei Koleoptilen im Mesophyll und bei Sprossen in den Streckungszonen der wachsenden Internodien lokalisiert sind, Statolithen dar. Diese helfen der Pflanze bei der Wahrnehmung der Gravitation, um Wuchsrichtungen an die Schwerkraft anzupassen (Gravitropismus). Wurzeln wachsen dabei meist zum Erdmittelpunkt hin, Sprosse in die entgegengesetzte Richtung.

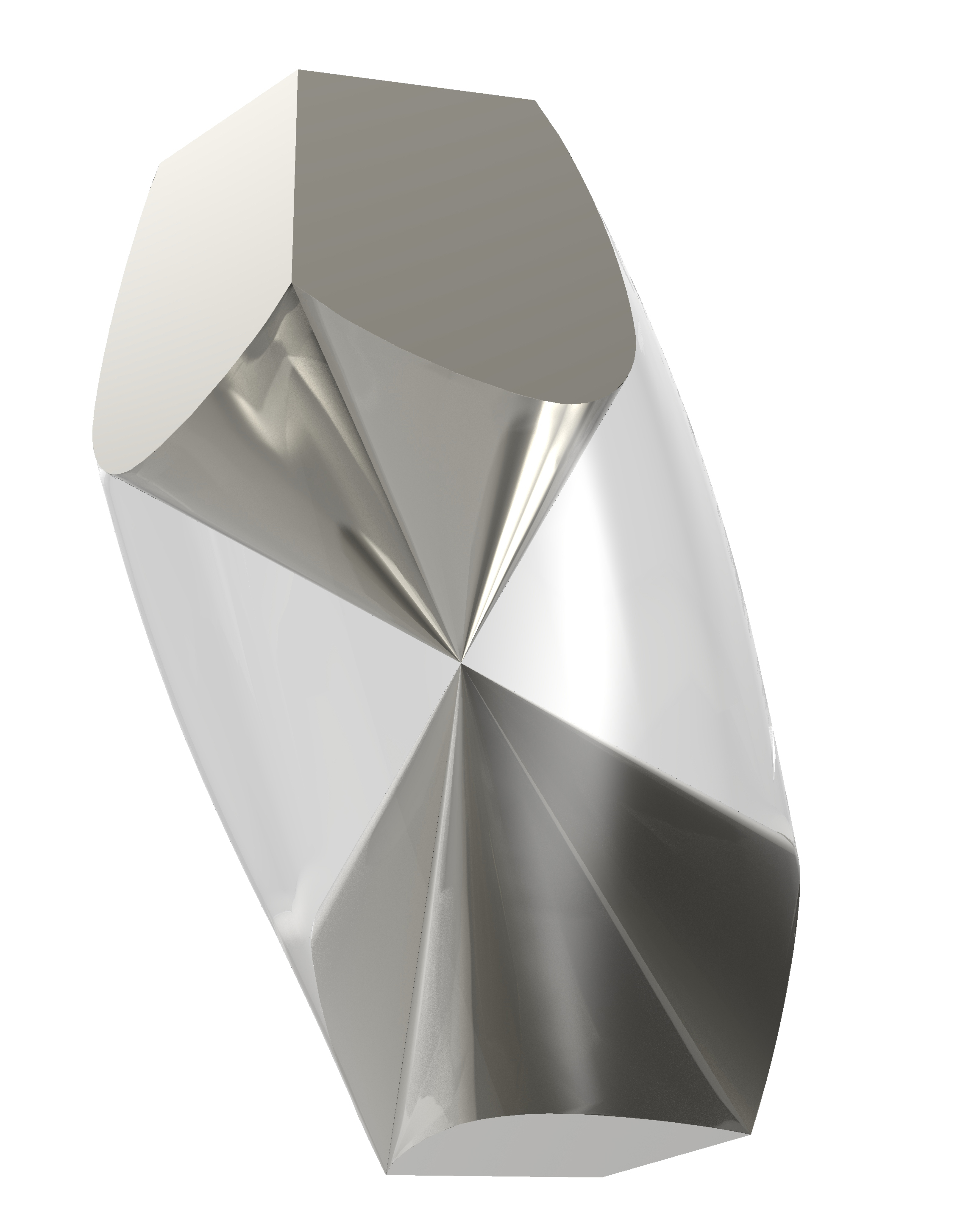
3-D-Modell einer humanen Otokonie – im Inneren liegen drei Aufzweigungen (branches), von einer bauchigen Region (belly) umgeben

## Künstliche (biomimetische) Otokonien
Der Arbeitsgruppe um Rüdiger Kniep u. a. aus dem Max-Planck-Institut für Chemische Physik fester Stoffe in Dresden ist es 2008 erstmals gelungen, künstliche (biomimetische) Otokonien (Kalzit-Gelatine-Komposits) in vivo herzustellen.
Auf der Basis dieser Untersuchungen, bei denen humane und künstliche Otokonien dem Medikament Gentamicinsulfat in vitro ausgesetzt wurden, konnte nachgewiesen werden, dass die prinzipiellen morphologischen, chemischen und physikalischen Eigenschaften humaner und biomimetischer Otokonien identisch sind.
Diese Annahme konnte auch durch Untersuchungen des Lösungsverhaltens humaner und künstlicher Otokonien bei Gentamicin-Exposition bestätigt werden. Walther u. a. konnten nachweisen, dass künstliche (biomimetische) Otokonien als Modellsystem geeignet sind, um offene Fragestellungen, wie z. B. strukturelle Veränderungen, aufzuklären, wie sie z. B. infolge degenerativer Veränderungen (benignen paroxysmalen Lagerungsschwindels) oder infolge ototoxischer Medikamente bei Otokonien entstehen können.